# 伊万诺夫卡区
伊万诺夫卡区（俄语：Ивановский район）是俄罗斯联邦阿穆尔州下辖的一个区，其行政中心为伊万诺夫卡。据2016年统计，该区的人口为24126人。